# Mecano: Los vídeos
Mecano Los Vídeos es el título de un paquete de videoclips del grupo español de música pop Mecano, publicado originalmente en el año 1991 en formato de VHS y republicado luego en 2003 en formato DVD. Contiene videoclips grabados en 1988, 1990 y 1991.

## Contenido
| N.º | Videoclips |
| --- | --- |
| 01. | "La fuerza del destino" |
| 02. | "Hijo de la Luna" |
| 03. | "No hay marcha en Nueva York" |
| 04. | "Mujer contra mujer" |
| 05. | "Aidalai" Imágenes de la grabación del álbum "Aidalai" Contiene fragmentos de: (a) "El uno, el dos, el tres" (b) "Naturaleza muerta" (c) "1917" (d) "Dalai Lama" (e) "Tú" (f) "El lago artificial" (g) "Bailando salsa" (h) "El siete de septiembre" |
| 06. | "Dalai Lama" (live version) |
| 07. | "El siete de septiembre" |
| 08. | "Naturaleza muerta" |
| 09. | "Figlio della Luna" |
| 10. | "Dalai Lama" (club version) |

NOTA:
2, 3, 4, 5a, 5b, 5e, 6 y 9 Letra y música: JOSÉ MARÍA CANO.
Ed. Mús. Ba-Ba Blaxi Music.

1, 5c, 5d, 5f, 5h, 6, 7, y 10 Letra y música: NACHO CANO.
Ed. Mus. Yogi Songs.